# Miku (football)
Pour les articles homonymes, voir Miku.
Nicolás Ladislao Fedor Flores dit Miku, né le 19 août 1985 à Caracas, est un footballeur international vénézuélien qui évolue au poste d'attaquant à l'Academia Puerto Cabello.

## Biographie
Le 31 août 2012, Miku est prêté par le Getafe CF au club écossais du Celtic Glasgow.
Le 25 septembre 2020, Miku rejoint le Deportivo La Corogne, relégué en Segunda División B, pour une saison.

## Statistiques

### En sélection nationale
| Saison                | Sélection             | Phases finales        | Phases finales | Phases finales | Phases finales | Éliminatoires CDM | Éliminatoires CDM | Éliminatoires CDM | Matchs amicaux | Matchs amicaux | Matchs amicaux | Total | Total | Total |
| Saison                | Sélection             | Compétition           | M              | B              | Pd             | M                 | B                 | Pd                | M              | B              | Pd             | M     | B     | Pd    |
| --------------------- | --------------------- | --------------------- | -------------- | -------------- | -------------- | ----------------- | ----------------- | ----------------- | -------------- | -------------- | -------------- | ----- | ----- | ----- |
| 2006-2007             | Venezuela             | Copa América 2007     | -              | -              | -              | -                 | -                 | -                 | 8              | 1              | 1              | 8     | 1     | 1     |
| 2007-2008             | Venezuela             | -                     | -              | -              | -              | 1                 | 0                 | 0                 | 1              | 1              | 0              | 2     | 1     | 0     |
| 2008-2009             | Venezuela             | -                     | -              | -              | -              | 2                 | 1                 | 0                 | -              | -              | -              | 2     | 1     | 0     |
| 2009-2010             | Venezuela             | -                     | -              | -              | -              | 3                 | 2                 | 0                 | 3              | 0              | 0              | 6     | 2     | 0     |
| 2010-2011             | Venezuela             | Copa América 2011 4e  | 6              | 1              | 1              | -                 | -                 | -                 | 7              | 3              | 0              | 13    | 4     | 1     |
| 2011-2012             | Venezuela             | -                     | -              | -              | -              | 4                 | 0                 | 0                 | 3              | 0              | 0              | 7     | 0     | 0     |
| 2012-2013             | Venezuela             | -                     | -              | -              | -              | 4                 | 0                 | 0                 | 1              | 1              | 0              | 5     | 1     | 0     |
| 2013-2014             | Venezuela             | -                     | -              | -              | -              | 1                 | 0                 | 0                 | -              | -              | -              | 1     | 0     | 0     |
| 2014-2015             | Venezuela             | Copa América 2015     | 2              | 1              | 0              | -                 | -                 | -                 | 4              | 0              | 0              | 6     | 1     | 0     |
| 2015-2016             | Venezuela             | -                     | -              | -              | -              | -                 | -                 | -                 | 1              | 0              | 0              | 1     | 0     | 0     |
| Total sur la carrière | Total sur la carrière | Total sur la carrière | 8              | 2              | 1              | 15                | 3                 | 0                 | 28             | 6              | 1              | 51    | 11    | 2     |

## Palmarès
- Celtic Glasgow
  - Champion d'Écosse en 2013.

## Distinctions individuelles
- Joueur du mois du championnat d'Espagne : février 2016